# Podnoszenie ciężarów
Podnoszenie ciężarów – dyscyplina ciężkiej atletyki, polegająca na podnoszeniu przez zawodnika sztangi o określonej masie.

## Wstęp
Podnoszenie ciężarów wykonuje się dwiema technikami – rwaniem i podrzutem.
- Rwanie polega na uniesieniu sztangi z pomostu bezpośrednio ponad głowę w przysiadzie i wyprostowanie pozycji z utrzymaniem ciężaru nad głową w prostych rękach. Zawodnicy wykonujący ten bój trzymają sztangę w tzw. szerokim uchwycie.
- Podrzut jest bojem, w którym zawodnicy podnoszą (zarzucają) sztangę najpierw na klatkę piersiową, po czym następuje tzw. „wybicie góry”, czyli uniesienie sztangi ponad głowę.

Każdy z zawodników ma prawo do trzech prób w każdej konkurencji.
Sprzęt
W skład sztangi podnoszonej przez zawodnika wchodzą:
1. Gryf – wykonany ze stali pręt, na który nasuwane są stalowe obciążniki. W ciężarach męskich ma on 2,2 m długości i waży 20 kg. W ciężarach kobiecych ma on 2,1 m długości i waży 15 kg.
2. Obciążniki – wykonane ze stali krążki, duże o średnicy 450 mm i wadze:
- 25 kg /kolor czerwony/
- 20 kg /kolor niebieski/
- 15 kg /kolor żółty/
- 10 kg /kolor zielony/

oraz małe o wadze:
- 5 kg /kolor biały/
- 2,5 kg /kolor czerwony
- 2 kg /kolor niebieski/
- 1 kg /kolor zielony/
- 0,5 kg /kolor biały/

3. Zaciski – wykonane ze stali blokady uniemożliwiające zsunięcie się obciążników z gryfu. Każdy waży 2,5 kg /para 5 kg/.

## Ewolucja programu olimpijskiego
Podnoszenie ciężarów obecne było już w programie pierwszych nowożytnych Igrzysk Olimpijskich w Atenach w 1896. Od tego czasu podnoszenie ciężarów rozgrywane było podczas wszystkich igrzysk z wyjątkiem igrzysk w Paryżu (1900), Londynie (1908) i Sztokholmie (1912).
Pierwszym nowożytnym mistrzem olimpijskim w podnoszeniu ciężarów w podrzucie jednorącz był Brytyjczyk Launceston Elliot, który uzyskał wynik 71 kg, drugie miejsce zajął Duńczyk Viggo Jensen (57,2 kg) a trzecie Grek Aleksandros Nikolopulos. W podrzucie oburącz triumfował Viggo Jensen (111,5 kg), drugi był Launceston Elliot a trzeci Niemiec Carl Schuhmann.
Na pierwszych Igrzyskach Olimpijskich w Atenach (1896) i Saint Louis (1904) podnoszenie ciężarów przeprowadzono w dwóch kategoriach: podnoszenie jedną i obiema rękami. Atleci podnosili ciężar albo jedną ręką (do wyboru, prawą lub lewą) albo obiema. Natomiast kategorie wagowe nie istniały.
W 1913 r. podczas międzynarodowego kongresu określono zasady i kategorie wagowe. Było ich pięć a mianowicie: 60, 67,5, 75, 82,5 i ponad 82,5 kg. Te pięć kategorii obowiązywało do IO w Berlinie (1936).
Ponieważ podnoszenie ciężarów w Londynie i Sztokholmie nie było rozgrywane więc dopiero na igrzyskach w Antwerpii w 1920 ponownie pojawiło się w programie olimpijskim. Na podnoszenie ciężarów składało się: rwanie jednorącz, podrzut jednorącz i podrzut oburącz.
Już na kolejnych igrzyskach w Paryżu (1924) ciężarowcy rywalizowali w aż pięciu bojach: rwanie jednorącz, podrzut jednorącz, wyciskanie, rwanie i podrzut. Ale już w Amsterdamie (1928) i kolejnych igrzyskach aż do Monachium (1972) podnoszenie ciężarów składało się z trzech bojów a mianowicie: wyciskania, rwania i podrzutu. W 1947 r. Międzynarodowa Federacja Podnoszenia Ciężarów (IWF) zdecydowała się dodać szóstą kategorię wagową a była nią waga do 56 kg. W 1951 r. na krótko przed igrzyskami w Helsinkach powiększono liczbę kategorii do siedmiu (56, 60, 67,5, 75, 82,5, 90 i +90 kg) zastępując kategorię +82,5 kg kategorią do 90 kg i dodając wagę +90 kg. Te siedem kategorii obowiązywało aż do igrzysk w Meksyku w 1968 r.
Na igrzyskach w Monachium (1972) kategorii było już dziewięć. Międzynarodowa Federacja Podnoszenia Ciężarów dodała do programu igrzysk kategorię 52 kg, 110 kg i +110 rezygnując z kategorii +90 kg. Układ wag wyglądał następująco: 52, 56, 60, 67,5, 75, 82,5, 90, 110 i +110.
Na Igrzyskach Olimpijskich w Montrealu (1976) po raz pierwszy rozegrano dwubój olimpijski a nie jak dotąd trójbój. Już na Mistrzostwach Europy w Madrycie w 1973 r. podnoszenie ciężarów składało się tylko z rwania i podrzutu. Wyciskanie było bojem zbyt urazowym, co było spowodowane przez odchylanie się przez zawodników w tył w czasie prób, w celu zaangażowania dodatkowych mięśni klatki piersiowej. Efektem były kontuzje pleców, a ponadto problemy w ocenie poprawności wykonania boju – wyciskanie miało być wykonane w pozycji stojącej, w pionie, poprzez uniesienie sztangi z wysokości barków ponad głowę – tymczasem, wobec braku wymiernych kryteriów uznania postawy za pionową, wynik zawodów często zależał tylko od subiektywnej oceny sędziego. Dlatego wyeliminowano je z podnoszenia ciężarów na wniosek m.in. Polskiego Związku Podnoszenia Ciężarów (PZPC).
W Moskwie (1980). kategorii wagowych było już dziesięć po tym jak dodano kategorię 100 kg. Te dziesięć kategorii wagowych (52, 56, 60, 67,5, 75, 82,5, 90, 100, 110 i +110) obowiązywało do igrzysk w Atlancie. Jednak już w 1993 r. zaczęto dyskusję nad zmianą tych zasad. Władze IWF jako swój wyraz bezpardonowej walki z dopingiem chciały aby uważane za „nieczyste” stare rekordy wymazać poprzez zmianę limitów wagowych. Tak więc już od 1993 r. obowiązywało dziesięć nowych kategorii a były to: 54, 59, 64, 70, 76, 83, 91, 99, 108 i +108 kg. Taki stan trwał tylko pięć lat kiedy to 1 stycznia 1998 r. liczbę kategorii zmniejszono do ośmiu. Decyzja ta związana była z wprowadzeniem do programu Igrzysk Olimpijskich podnoszenia ciężarów kobiet (2000). Międzynarodowy Komitet Olimpijski (MKOL) zgadzając się na to dał limit maksymalnie piętnastu kategorii wagowych łącznie dla mężczyzn i kobiet. Utworzono osiem wag dla mężczyzn (56, 62, 69, 77, 85, 94, 105 i +105 kg) i siedem dla kobiet (48, 53, 58, 63, 69, 75 i +75 kg). Od 1 stycznia 2017 roku w kobiecej seniorskiej i juniorskiej (U20) sztandze obowiązuje tyle samo kategorii wagowych, jak u mężczyzn – osiem. Zniesiona została waga +75 kg, a nowe wprowadzone kategorie to 90 kg i + 90 kg. Nowe kategorie wagowe kobiet to: 48 kg, 53 kg, 58 kg, 63 kg, 69 kg, 75 kg, 90 kg, + 90 kg.
Należy dodać, że od Igrzysk Olimpijskich w Paryżu (1924) aż do dziś w każdym z bojów obowiązywał limit trzech podniesień. Do roku 1998 obowiązywała zasada, że pomiędzy pierwszym podejściem a drugim powinna być różnica przynajmniej 5 kg, a pomiędzy drugim a trzecim podejściem przynajmniej 2,5 kg. Oznaczało to, że na sztangę dokładano po 2,5 kg. Od roku 1998 na sztangę można dokładać po 1 kg w każdym podejściu czyli tzw. boju. Możliwe było otrzymanie dodatkowego, czwartego podejścia, nawet o 0,5 kg (np. próba bicia rekordu świata), które jednak nie było wliczane do wyniku w trójboju a później w dwuboju.

## Dzieje atletyki
Atletyka jako forma ćwiczeń siłowych ma bardzo długą historię. Od tysięcy lat ciężkie warunki życia zmuszają człowieka do pracy. W początkach dziejów człowieka była to nieświadoma aktywność fizyczna kierowana głównie ochroną życia i zdobywania pożywienia. Znaczącą rolę w rozwoju atletyki miała naturalna chęć każdego młodego człowieka do pokazania innym swojej siły i sprawności.

### Ciężka atletyka na przestrzeni wieków
Kult siły znaleźć można we wszystkich starożytnych kulturach świata. Wspominają o tym stare legendy Indian, ceremonie świąteczne ludzi wysp Oceanu Spokojnego, kroniki starochińskie, wedy hinduskie lub sagi staroskandynawskie. Wspomina o tym również Stary Testament opisując walkę Dawida z Goliatem jak i Samsona, Hebrajczyka znanego z nadludzkiej siły, który obaliwszy kolumny podtrzymujące strop świątyni Filistynów zginął razem z jego prześladowcami. Mitologia grecka ukazuje nam Heraklesa i jego „12 prac”, podczas wykonywania których musiał wykazać się nie tylko pomysłowością i sprytem, ale również nadludzką siłą.
Mimo że podnoszenie ciężarów nie wchodziło w skład programu Igrzysk w starożytności, to Grecy czcili herosów jako półbogów. Spośród wszystkich zapaśników w starożytnych igrzyskach największą sławę jako siłacz uzyskał Milon z Krotonu, wielokrotny mistrz olimpijski w zapasach. Jednym uderzeniem pięści potrafił zabić byka i swobodnie nosić go na barkach wokół stadionu, a z kilkunastoma atletami założył się, że nie zepchną go z naoliwionego kamiennego dysku i zakład ten wygrał.
Jednakże Milon z Krotonu nie był najsilniejszy. Elianos zapisał, że Titormos z Etoli nosił ogromny kamień, który Milon ledwo mógł podnieść. Kiedy Milon zobaczył Titormosa niosącego ten kamień wykrzyknął: „Zeusie zesłałeś nam drugiego Herkulesa?”
Także w Grecji znaleziono ważący 143,5 kg kamień, na którym widnieje napis „Bybon ująwszy mnie jedną ręką przerzucił przez głowę”. Kamień ten jest wyrzeźbiony w taki sposób aby można go łatwo chwycić. Obecnie wystawiony jest on w muzeum Starożytnej Olimpii.
W Europie podnoszenie ciężarów wywodziło się z jarmarcznych popisów wędrownych atletów XVII i XVIII w. W drugiej połowie XVIII w. Anglik William Curtis został ogłoszony najlepszym sztangistą świata. W tym samym czasie w Londynie funkcjonowała szkoła atletyczna Attila, kształcąca atletów cyrkowych. W 1891 r. w Niemczech zawiązał się związek Deutscher Athletenbund, a w 1885 r. w Petersburgu z inicjatywy Polaka Włodzimierza Krajewskiego powstało Koło Miłośników Atletyki (Krużok Lubitielej Atletikie). W 1887 r. w Londynie odbył się pierwszy międzynarodowy miting atletyczny zawodowców i amatorów. W 1891 r. w Londynie odbyły się zawody z udziałem 7 zawodników z 6 państw, które uznane zostały przez historyków za pierwsze mistrzostwa świata. W 1896 r. odbyły się pierwsze Mistrzostwa Europy bez podziału na wagi – zwyciężył Niemiec Hans Beck. O zwycięstwie decydowały próby 10 różnych konkurencji ciężarowych. W 1913 r. w Berlinie próbowano powołać do życia międzynarodową federację. Próba ta nie powiodła się, ale doprowadziła jednak do ustalenia przepisów i regulaminów, redukując m.in. dziesięciobój do pięcioboju. W 1920 r. powstała Międzynarodowa Federacja Podnoszenia Ciężarów (Federation Internationale Halterophile – FIH, której bezpośrednim kontynuatorem jest obecna International Weightlifting Federation – IWF). Obecnie IWF skupia krajowe związki z 187 państw ze wszystkich kontynentów. Zrzesza też pięć federacji kontynentalnych – Europy (EWF), Azji (AWF), Afryki (WFA), Pan-Amerykańskiej (PAWF) i Oceanii (OWF).
Od pierwszych mistrzostw świata w Londynie do roku 2007 zawody tej rangi rozegrano siedemdziesiąt siedem razy w tym trzy razy w Warszawie (1959, 1969, 2002) i raz we Wrocławiu (2013).

### Podnoszenie ciężarów na ziemiach polskich
Sport atletyczny na ziemiach polskich był mocno opóźniony w stosunku do Europy zachodniej. Tam podnoszenie ciężarów i zapasy uprawiane były już w XVIII w. W Polsce dopiero na przełomie XIX i XX w. sporty te stały się szerzej popularne.
Ważną rolę w rozwoju atletyki na ziemiach polskich, jak i w Europie, odegrały przedstawienia cyrkowe, prezentujące dwie formy: konkurencje siłowe i walki zapaśnicze. Przedstawienia takie szybko nabrały charakteru sportowego.
Szczególnie w zapasach Polacy odnosili spektakularne sukcesy na arenie międzynarodowej. Mistrzami świata w zapasach byli: Władysław Pytlasiński, Piotr Cherudziński, Zbyszko Cyganiewicz. Działalność zawodowych atletów, a także rozwój struktury organizacyjnej, walnie przyczyniły się do rozwoju podnoszenia ciężarów. Już pod koniec XIX w. w Warszawie rozpoczęto czynić starania o utworzenie Polskiego Towarzystwa Atletycznego. W tym czasie do Polski powrócił Władysław Pytlasiński. Znakomity atleta szybko znalazł chętnych do zgłębiania tajników atletycznej sztuki, ale nie doprowadziło to do zorganizowania i uporządkowania działalności sympatyków atletyki.
23 października 1920 r. w Bytomiu powołano do życia Górnośląski Związek Ciężkiej Atletyki. Prezesem związku został Stanisław Flieger, a naczelnikiem Alojzy Budniok.
Działania na Śląsku mocno zdopingowały działaczy w Warszawie, którzy rozpoczęli starania o utworzenie własnej organizacji, która kierowałaby działalnością sekcji atletycznych. Starania te 5 marca 1922 r. zostały uwieńczone sukcesem. Do życia powołano Polskie Towarzystwo Atletyczne, którego prezesem został Władysław Pytlasiński. Do PTA z czasem przystępują mniejsze towarzystwa atletyczne z Łodzi, Pabianic, Poznania i Inowrocławia, które to dobrowolnie przystąpiły do warszawskiej organizacji. Nie zrobił tego tylko GZCA.
W 1924 r. GZCA podczas Walnego Zjazdu zmienił swą nazwę na Polski Związek Ciężko–Atletyczny (PZCA).
Istniejący wówczas Związek Polskich Związków Sportowych uznał tylko PTA jako „zaczątek” Polskiego Związku Atletycznego i w 1923 r. przyjął warszawskie towarzystwo do ZPZS jako swego członka. 8 listopada Mieczysław Orłowicz złożył projekt statutu Polskiego Związku Atletycznego, który przyjęto po niewielkich poprawkach. 6 grudnia 1925 r. w Katowicach odbył się ogólnopolski zjazd, na którym po wielu perturbacjach do życia powołano Polski Związek Atletyczny z siedzibą w Katowicach, a prezesem został dr Mieczysław Orłowicz. Podnoszenie ciężarów połączone było wtedy ściśle z zapasami i nowo powołany związek zrzeszał zarówno ciężarowców, jak i zapaśników. PZA 15 marca 1926 został przyjęty do Międzynarodowej Federacji Podnoszenia Ciężarów.
Podczas pierwszego zjazdu PZA, również 6 grudnia 1925 r., odbyły się zawody w zapasach i podnoszeniu ciężarów. Uznano je za pierwsze mistrzostwa Polski ciężarowców. Należy dodać, że wspólne mistrzostwa Polski dla ciężarowców i zapaśników rozgrywano aż do Mistrzostw Polski w 1952 r. w Elblągu.
W 1926 r. do PZA przystępują nowe okręgowe związki – lwowski i stanisławowski, a dwa lata później rozdzielają się okręgi poznański i pomorski. W lutym 1939 r. w PZA zarejestrowanych było 1617 zawodników skupionych w 63 klubach.
Do ćwiczeniach siłowych używano prymitywnych pomostów, sztang i ciężarów krótkich i długich. Pod koniec lat dwudziestych zaczęto wykorzystywać nową sztangę Berga. Powszechnie używane były sztangi i hantle napełniane piaskiem, śrutem lub ołowiem.
Druga wojna światowa na ponad 5 lat przerwała życie sportowe w Polsce, ale to nie powstrzymało warszawskich zapaśników, ciężarowców, gimnastyków i bokserów, którzy w czasie okupacji zbierali się i ćwiczyli na zapleczu sklepu elektrycznego prowadzonego przez braci Szczeblewskich przy ul. Hożej. Zaraz po zakończeniu wojny ocaleli działacze zaczęli dążyć do reaktywowania PZA. W 1946 r. reaktywowano PZA, na którego czele stanął Eugeniusz Chotomski.
Pierwsze po wojnie walne zebranie PZA, które odbyło się 4 kwietnia 1948 r., prezesem wybrało Wacława Ziółkowskiego. W 1951 r. wskutek zarządzenia władz państwowych wszystkie związki sportowe zostały zlikwidowane, a w ich miejsce powstały sekcje przy Głównym Komitecie Kultury Fizycznej. W jednej z takich sekcji, Sekcji Atletyki GKKF, zgrupowano podnoszenie ciężarów, zapasy i judo. W tym samym czasie ciężarowcy zaczynają wychodzić z cienia zapaśników.
W 1952 r. polscy ciężarowcy po raz pierwszy stanęli do walki o olimpijskie laury.
Do rozwoju podnoszenia ciężarów walnie przyczynili się sztangiści ZSRR, którzy podczas swych wizyt uczyli Polaków techniki, a także metodyki treningu.
Sport ciężarowy przeżywa rozkwit i oczywiste staje się oddzielenie go od zapasów. 29 grudnia 1954 r. na plenarnym posiedzeniu Sekcji Atletyki GKKF powołano do życia dwie oddzielne sekcje: Zapaśniczą i Wolnej Walki oraz Podnoszenia Ciężarów i Judo z przewodniczącym Czesławem Borejszą. W 1956 r. działacze Sekcji PCiJ postanawiają dokonać kolejnego podziału i we wrześniu 1956 r. powstaje samodzielna Sekcja PC. Nowym przewodniczącym zostaje Tadeusz Kochanowski. Sekcja istniała do 2 marca 1957 r., kiedy to na krajowym zjeździe delegatów wojewódzkich komitetów kultury fizycznej, zrzeszeń sportowych i członków Sekcji PC, podjęto jednomyślnie uchwałę powołującą do życia Polski Związek Podnoszenia Ciężarów z prezesem Tadeuszem Kochanowskim na czele.
Tadeusz Kochanowski zrezygnował ze stanowiska prezesa w sierpniu 1959 r., a funkcję tę powierzono Januszowi Przedpełskiemu, który pełnił ją do 2006 r.
W 1961 r. na III Krajowym Zjeździe Delegatów PZPC w związku z przejęciem opieki nad kulturystyką zmieniono nazwę związku na Polski Związek Podnoszenia Ciężarów i Kulturystyki. Wiceprezesem do spraw kulturystyki wybrano red. Stanisława Zakrzewskiego. Mariaż ten trwał jednak bardzo krótko, bo już w 1965 r. przywrócono starą nazwę – PZPC. Kulturyści przeszli pod opiekę Towarzystwa Krzewienia Kultury Fizycznej.
Lata sześćdziesiąte i siedemdziesiąte to „złote lata” polskiego sportu ciężarowego. Obok licznych sukcesów na arenie międzynarodowej to także wzrost liczby klubów i sekcji oraz liczby zawodników, trenerów i instruktorów.
W tym czasie w PZPC zarejestrowanych było ponad 12 tysięcy zawodników zrzeszonych w ponad 300 klubach i sekcjach.
Kolejne lata, a szczególnie lata osiemdziesiąte, związane z kryzysem państwowym i transformacją ustrojową, to stały spadek poziomu polskich ciężarów. W okresie tym działało 175 klubów i sekcji zrzeszających ok. 5500 zawodników. Starzejące się siłownie i sprzęt nie sprzyjały rozwojowi tej dyscypliny.
Lata dziewięćdziesiąte i początek XXI w. to przyzwoity poziom polskich ciężarów, choć na pewno nie tak spektakularny, jak w latach swej świetności.
Najbardziej utytułowane ośrodki podnoszenia ciężarów w Polsce są w Opolu. Najpierw Odra Opole a potem Budowlani Opole. Od roku 1975 do 2019 kluby z Opola zostały łącznie 27 razy Drużynowymi Mistrzami Polski: 8 razy Odra Opole od 1976 do 1988 i aż 27 razy Budowlani Opole od 1992 do 2019. Przez ostatnich 10 lat niezmiennie Drużynowymi Mistrzami Polski w Podnoszeniu Ciężarów są Budowlani Opole. Ponad to w okresie od 1975 do 2019 roku zawodnicy z Opola tylko osiem razy nie pojawiali się na podium Drużynowych Mistrzostw Polski. W sumie kluby Odra Opole i Budowlani Opole zostały w latach od 1975 do 2019 aż 27 mistrzami Polski, 9 razy wicemistrzami i 1 trzecie miejsce.

## Kategorie wagowe
Limity wagowe dla poszczególnych kategorii były wielokrotnie zmieniane. Od 2018 obowiązuje podział na 10 kategorii, ale tylko 7 z nich to kategorie olimpijskie:
| Waga (kg)          | Mężczyźni | Olimpiady mężczyzn | Kobiety | Olimpiady kobiet |
| ------------------ | --------- | ------------------ | ------- | ---------------- |
| waga musza         | 55        |                    | 45      |                  |
| waga kogucia       | 61        | 61                 | 49      | 49               |
| waga piórkowa      | 67        | 67                 | 55      | 55               |
| waga lekka         | 73        | 73                 | 59      | 59               |
| waga średnia       | 81        | 81                 | 64      | 64               |
| waga lekkociężka   | 89        |                    | 71      |                  |
| waga średniociężka | 96        | 96                 | 76      | 76               |
| waga półciężka     | 102       |                    | 81      |                  |
| waga ciężka        | 109       | 109                | 87      | 87               |
| waga superciężka   | +109      | +109               | +87     | +87              |

## Najlepsi sztangiści
W 1997 fachowe pismo World Weightlifting opublikowało listę 10 najlepszych sztangistów wszech czasów:
1. Naim Süleymanoğlu (Turcja)
2. Imre Földi (Węgry)
3. Waldemar Baszanowski (Polska)
4. Mohammad Nasiri (Iran)
5. Tommy Kono (USA)
6. Arkadij Worobjow (ZSRR)
7. Wasilij Aleksiejew (ZSRR)
8. Norbert Schemansky (USA)
9. Jurik Wartanian (ZSRR)
10. Yoshinobu Miyake (Japonia)

Najbardziej utytułowanym sztangistą w historii jest jednak nie ujęty jeszcze na ww. liście Piros Dimas (Grecja), który jako jedyny w historii zdobył cztery medale olimpijskie, w tym trzy złote, nie licząc innych tytułów mistrzowskich.

## Lista polskich sztangistów – medalistów IO, MŚ i ME seniorów
- Bogdan Bakuła
- Piotr Banaszak
- Waldemar Baszanowski
- Krzysztof Beck
- Czesław Białas
- Jan Bochenek
- Bartłomiej Bonk
- Mirosław Chlebosz
- Andrzej Cofalik
- Kazimierz Czarnecki
- Jan Czepułkowski
- Grzegorz Cziura
- Mirosław Dąbrowski
- Tadeusz Dembończyk
- Marcin Dołęga
- Robert Dołęga
- Tadeusz Drzazga
- Tadeusz Golik
- Marek Gołąb
- Marek Gorzelniak
- Marieta Gotfryd
- Jacek Gutowski
- Marian Jankowski
- Mariusz Jędra
- Zbigniew Kaczmarek
- Jerzy Kaczkowski
- Marzena Karpińska
- Aleksandra Klejnowska
- Grzegorz Kleszcz
- Szymon Kołecki
- Andrzej Komar
- Waldemar Korcz
- Waldemar Kosiński
- Andrzej Kozłowski
- Rudolf Kozłowski
- Piotr Krukowski
- Stefan Leletko
- Jan Łostowski
- Waldemar Malak
- Piotr Mandra
- Dominika Misterska
- Paweł Najdek
- Mieczysław Nowak
- Dariusz Osuch
- Norbert Ozimek
- Ireneusz Paliński
- Antoni Pawlak
- Wiesław Pawluk
- Bernard Piekorz
- Andrzej Piotrowski
- Beata Prei
- Paweł Rabczewski
- Szymon Rusinowicz
- Tadeusz Rutkowski
- Mariusz Rytkowski
- Marek Seweryn
- Krzysztof Siemion
- Robert Skolimowski
- Leszek Skorupa
- Zygmunt Smalcerz
- Stefan Sochański
- Walter Szołtysek
- Henryk Trębicki
- Magdalena Ufnal
- Witold Walo
- Jan Wojnowski
- Sergiusz Wołczaniecki
- Robert Wójcik
- Agata Wróbel
- Sławomir Zawada
- Adrian Zieliński
- Marian Zieliński
- Ryszard Tomaszewski